# Birdy Nam Nam
Birdy Nam Nam er en fransk musikgruppe, der består består af 4 DJ's: Lil Mike, Need, Pone og Crazy B. De fire drenge har rødder i den franske hip-hop undergrund, og sammen vandt de i 2002 DMC-mesterskabene (World DJ Championship).

## Udgivelser
Birdy Nam Nam (2003)